# Pompeo Aloisi
Pompeo Aloisi  (* 6. November 1875 in Rom; † 15. Januar 1949 ebenda) war ein italienischer Diplomat.

## Leben
Pompeo Aloisi war der Sohn von Irène de Belloy und Paolo Pompeo. 1899 heiratete er Maria Federiga de Larderel.
1902 trat er in den auswärtigen Dienst und wurde Marine-Attache in Paris. 1905 wurde dort sein Sohn Folco geboren. Während des Ersten Weltkrieges leitete er den Servizio informazioni della Regina marina (Marineaufklärung) in Paris. Am 26. Juni 1916 wurde er in den Rat von Viktor Emanuel III. aufgenommen und nach Bern entsandt, wo ihm am 22. Februar 1917 der colpo di Zurigo (Erwerb von Informationen über das österreichisch-ungarische Evidenzbüro in Italien in Zürich) zugerechnet wurde. Der Untergang des Leonardo da Vinci (nave da battaglia) in La Spezia am 2. August 1916 konnte so aufgeklärt werden.
Am 15. August 1919 wurde ihm der Titel Baron verliehen. Er leitete die Öffentlichkeitsarbeit der italienischen Delegation bei der Pariser Friedenskonferenz 1919. Vom 14. September 1920 bis zum 22. Januar 1923 war er außerordentlicher Gesandter und Ministre plénipotentiaire in Kopenhagen, Dänemark. Während dieser Mission widmete er sich besonders Fragen im Zusammenhang mit der Aufnahme der diplomatischen Beziehungen zwischen Italien und der entstehenden Sowjetunion. Von Januar bis Februar 1923 war er Kommissar in Memelland. Von Februar 1923 bis Juli 1925 war er Gesandter in Bukarest.
Vom 9. März 1926 bis zum 4. Juli 1927 war er Gesandter in Durrës, Albanien. In seiner Amtszeit wurden zur Ausbeutung des albanischen Erdöls die Azienda italiana petroli Albania, concessionaria dei pozzi di Devoli (A.I.P.A.) und zum Ausgleich der Handelsbilanz die Società per lo sviluppo economico dell'Albania (S.V.E.A) gegründet. Am 27. November 1926 schloss er mit dem albanischen Außenminister Hysen Vrioni ein Freundschafts- und Sicherheitsabkommen.
Von 6. Januar 1928 bis 1929 war er Gesandter in Tokio. Von 1929 bis 1932 war er Gesandter in Ankara, als Außenminister Dino Grandi einen italienisch-türkischen Vertrag abschloss. Vom 20. Juli 1932 bis zum 9. Juni 1936 leitete er das Büro des Außenministers, das in dieser Zeit von Benito Mussolini geleitet wurde. Die freundschaftlichen Beziehungen zwischen dem faschistischen Italien und der Republik Frankreich werden auch seinem Wirken zugeschrieben. Von 1932 bis Juni 1936 leitete er die Vertretung der Regierung von Benito Mussolini beim Völkerbund in Genf. Vom 11. bis 14. April 1935 leitete er die italienische Delegation bei der Konferenz zur Stresa-Front.
1939 wurde er zum Senator ernannt. Ab 1941 verlegte er mit Giacinto Auriti Yamato, eine italienisch-japanische Monatszeitschrift. Während des Zweiten Weltkrieges fungierte er als Befehlshaber der Küstenwache. Vom Vorwurf der Kollaboration mit den deutschen Besatzern wurde er freigesprochen. Sein Tagebuch wurde post mortem veröffentlicht.

## Veröffentlichungen
- Mon activité au service de la paix, Rom, 1946